# A kutya se látta
A kutya se látta Agatha Christie krimiírónő, egyik regénye, mely magyarul először A néma tanú címmel, a Nova Irodalmi Intézetnél jelent meg V. Nagy Kornél fordításában, majd a Magyar Könyvklubnál 1994-ben Borbás Mária fordításában.

## Szereplők
- Hercule Poirot, belga magánnyomozó
- Arthur Hastings, Poirot társa
- Emily Arundell, vagyonos asszony
- Charles Arundell, Emily Arundell unokaöccse
- Theresia Arundell, Charles Arundell húga
- Dr. Jacob Tanios, Arabella férje
- Arabella Tanios, Emily Arundell rokona
- Wilhelmina Lawson, Emily Arundell komornája
- Elisabeth Tripp, babonás asszony
- Dorothy Tripp, Elisabeth Tripp húga
- Bob, Emily Arundell kutyája

## Magyarul
- A néma tanú; ford. V. Nagy Kornél; Nova, Bp., 1940 (A Nova kalandos regényei)
- A kutya se látta; ford. Borbás Mária; Magyar Könyvklub, Bp., 1993

## Feldolgozások
- Agatha Christie: Poirot: A kutya se látta (Agatha Christie' s Poirot: Dumb Witness, 1996), rendező: Edward Bennett, szereplők: David Suchet, Hugh Fraser, Ann Morrish